# Zhao Lijian
Zhao Lijian (chino: 赵立坚; pinyin: Zhào Lìjiān; nacido el 10 de noviembre de 1972) es un político chino y subdirector del Departamento de Información del Ministerio de Relaciones Exteriores de China. Es el 31.º vocero desde que se estableció el cargo en 1983. Se incorporó al servicio exterior en 1996 y ha trabajado principalmente en Asia. Zhao ganó notoriedad durante su servicio en Pakistán por su uso de Twitter, un sitio web de red social que está bloqueado en China. Ha sido identificado como un líder prominente de la nueva generación de «Diplomáticos 'Guerreros Lobo' de China».

## Biografía
Zhao Lijian nació en la ciudad de Yaowangzhuang, en el condado de Luannan, Hebei en noviembre de 1972. Se graduó de la escuela secundaria No. 1 del condado de Luannan y de la Universidad Centro Sur en Changsha, Hunan. Obtuvo una maestría en políticas públicas del Instituto de Desarrollo de Corea, donde estudió entre febrero y diciembre de 2005.
Zhao se incorporó al Departamento de Asuntos Asiáticos en 1996 como agregado. Fue trasladado a la embajada de China en Pakistán como agregado del tercer secretario en 2003. En 2003, fue ascendido a Tercer Secretario en la embajada en Islamabad y progresó hasta convertirse en Segundo Secretario, Subdirector de División y Primer Secretario, antes de convertirse en el primer secretario de la Embajada de China en Washington D. C. en 2009.
En 2013, fue llamado al Departamento de Asuntos Asiáticos. Desde 2015 hasta agosto de 2019, se desempeñó como consejero y ministro consejero de la Embajada de China en Islamabad. Durante su mandato allí, usó el nombre "Muhammad Lijian Zhao" en su cuenta oficial de Twitter, pero eliminó "Muhammad" en 2017 después de que hubo informes de que China prohibió varios nombres islámicos en Xinjiang.
Zhao se hizo conocido por su uso frecuente de Twitter para criticar a Estados Unidos, incluso sobre temas como las relaciones raciales y la política exterior de Estados Unidos en el Medio Oriente. En julio de 2019, se involucró en una disputa contenciosa con Susan Rice, exasesora de seguridad nacional del presidente Barack Obama, con respecto al internamiento masivo en contra de los uigures en Xinjiang por parte de China. Susan Rice lo llamó "una desgracia racista", y la disputa elevó el perfil de Zhao en Beijing.
Ha sido subdirector del Departamento de Información del Ministerio de Relaciones Exteriores de la República Popular de China desde agosto de 2019.
En noviembre de 2020, el Papa Francisco nombró a la minoría uigur de China entre una lista de los pueblos perseguidos del mundo. Zhao dijo que las palabras del Papa "no tenían base fáctica".

### Declaraciones sobre la COVID-19
En una conferencia de prensa de marzo de 2020, Zhao dijo que "aún no se ha llegado a ninguna conclusión sobre el origen del virus, ya que aún se está realizando un trabajo de rastreo relevante". En Twitter, Zhao condenó al secretario de Estado de los Estados Unidos, Mike Pompeo, por usar el término "virus de Wuhan", y retuiteó a los estadounidenses que estaban acusando a los republicanos de racismo y xenofobia.
Más tarde, en marzo, Zhao promovió una teoría de la conspiración de que el ejército de los Estados Unidos podría haber traído el nuevo coronavirus a China. El 12 de marzo, Zhao tuiteó, primero en inglés y por separado en chino:

¿Cuándo comenzó el paciente cero en EE. UU.? ¿Cuántas personas están infectadas? ¿Cuáles son los nombres de los hospitales? Podría ser el ejército de los EE. UU. Quien llevó la epidemia a Wuhan. ¡Sea transparente! ¡Haz públicos tus datos! ¡Estados Unidos nos debe una explicación!

Zhao acompañó su publicación con un video de Robert Redfield, director de los Centros para el Control y Prevención de Enfermedades de EE. UU., Dirigiéndose a un comité del Congreso de EE. UU. El 11 de marzo. Redfield había dicho que algunos estadounidenses que aparentemente habían muerto a causa de la influenza dieron positivo posteriormente al nuevo coronavirus. Redfield no dijo cuándo habían muerto esas personas ni durante qué período de tiempo.
El 5 de marzo de 2020, en respuesta al reciente anuncio del presentador de American Fox News de que los chinos deberían "disculparse formalmente" por la nueva pandemia de coronavirus, Zhao dijo: El anuncio es absurdo y ridículo, lo que expone completamente su arrogancia, prejuicio e ignorancia de China. La afirmación de que "China debería disculparse" carece de fundamento e injusticia. Zhao habló de la pandemia de H1N1 que estalló en 2009, preguntándose si Estados Unidos se había disculpado por ser el punto de partida, según él, cuando en realidad el caso cero se originó en La Gloria, México.

## Controversias
Al unirse a Twitter en 2010, Zhao se convirtió en uno de los primeros enviados del gobierno chino en utilizar esta plataforma de redes sociales. Obtuvo prominencia en la plataforma por primera vez en 2019 después de usarla para revertir las críticas a las políticas de su gobierno en el sur de Xinjiang. Escribió en un tuit: "Si estás en Washington, D.C., sabes que los blancos nunca van al área suroeste, porque es un área para negros y latinos", al que Susan Rice, asesora de seguridad nacional de Barack Obama, respondió: "Eres una vergüenza racista. Y sorprendentemente ignorante también".
En febrero de 2020, se descubrió que Zhao seguía en Twitter a la actriz porno japonesa Sora Aoi. En septiembre de 2020, también se descubrió que su cuenta de Twitter estaba siguiendo las cuentas de Pornhub y la actriz porno rumana Lea Lexis.

### Conspiraciones sobre la COVID-19
El 13 de marzo de 2020, Zhao instó a los seguidores de Twitter a compartir una acusación de un sitio web de conspiración de que la COVID-19 se había originado en los EE. UU. Aparentemente, la acusación estaba relacionada con la participación de Estados Unidos en los Juegos Mundiales Militares de 2019 celebrados en Wuhan en octubre, dos meses antes que cualquier brote informado. El tuit de Zhao vinculado a un artículo del Centro de Investigación sobre la Globalización. BuzzFeed News informó que en el artículo, "Larry Romanoff, un escritor habitual del sitio que ha publicado una gran cantidad de información errónea sobre el coronavirus, cita un estudio chino, cubierto por Global Times, que afirmó que el virus comenzó a fines de noviembre en otro lugar que no era Wuhan". El Departamento de Estado de los Estados Unidos convocó al embajador chino Cui Tiankai el 13 de marzo para protestar por los comentarios de Zhao. Durante una entrevista en Axios en HBO, Cui se distanció de los comentarios de Zhao y dijo que especular sobre el origen del virus era "dañino". En abril de 2020, Zhao defendió sus tuits y dijo que sus publicaciones eran "una reacción a algunos políticos estadounidenses que estigmatizaron a China hace un tiempo".

### Críticas sobre Australia
A finales de 2020, Zhao usó su cuenta para hacer circular una pintura de un niño al que un soldado australiano le corta la garganta, con comentarios: "Conmocionado por el asesinato de civiles y prisioneros afganos por soldados australianos. Condenamos enérgicamente tales actos, y pedimos que se les haga responsables". Se cree que es una referencia al Informe Brereton, que encontró pruebas de 39 asesinatos de civiles y prisioneros por miembros de la fuerza especial australiana. Los comentaristas mundiales llamaron al tuit "una fuerte escalada" en la disputa entre China y Australia. En cuestión de horas, se descubrió que la imagen había sido creada por Wuheqilin, un artista chino llamado "guerrero lobo".Reuters informó que el primer ministro Scott Morrison describió el tuit de Zhao como "verdaderamente repugnante" y que "el gobierno chino debería estar completamente avergonzado de esta publicación. "Los menosprecia a los ojos del mundo". Al día siguiente, el Ministerio de Relaciones Exteriores chino rechazó a Australia las demandas de disculpas, dijo el lunes el portavoz del Ministerio de Relaciones Exteriores de China, Hua Chunying, durante una sesión informativa. "¿Creen que su despiadado asesinato de civiles afganos está justificado, pero la condena de una brutalidad tan despiadada no lo es? ¡Las vidas afganas importan!". El incidente fue perjudicial para las relaciones entre Australia y China. El efecto del tuit de Zhao ha sido unificar a los políticos australianos a través de las líneas partidistas para condenar el incidente y a China en general.
Además, los gobiernos de Nueva Zelanda y Francia han expresado su apoyo a Australia y han criticado la publicación de Zhao en Twitter. Una semana después del Tuit, Al Jazeera informó que, de las cuentas de Twitter que habían aumentado la proliferación de la imagen, "la mitad probablemente eran falsas".